# البحرين في الألعاب البارالمبية الصيفية 2020
شاركت البحرين في الألعاب البارالمبية الصيفية 2020 في طوكيو، اليابان، في الفترة من 24 أغسطس إلى 5 سبتمبر 2021. كان هذا هو ظهورهم العاشر على التوالي في الألعاب البارالمبية الصيفية منذ عام 1984.

## المنافسين
فيما يلي قائمة بعدد المتسابقين المشاركين في الألعاب:
| الرياضة     | الرجال | النساء | المجموع |
| ----------- | ------ | ------ | ------- |
| ألعاب القوى | 1      | 1      | 2       |

## ألعاب القوى
مجال الرجال
| الرياضي    | الحدث           | النهاية | النهاية |
| الرياضي    | الحدث           | النتيجة | المرتبة |
| ---------- | --------------- | ------- | ------- |
| أحمد مشيمع | رمي الرمح إف 38 | 38.42   | 8       |

مجال النساء
| الرياضي     | الحدث           | النهاية | النهاية |
| الرياضي     | الحدث           | النتيجة | المرتبة |
| ----------- | --------------- | ------- | ------- |
| روبا العمري | رمي القرص إف 55 | 23.11   | 5       |

## وصلات خارجية
- الموقع الإلكتروني للألعاب البارالمبية الصيفية 2020 (بالإنجليزية)